# 平敷屋友寄事件
平敷屋友寄事件是1734年琉球發生的一起政治疑獄事件。
1728年，蔡溫當選三司官，成為琉球歷史上第二位久米村出身的三司官。蔡溫作為一個久米村出身的人物掌握了琉球王府的大權，引起了首里士族和那霸士族的不滿。而他在執政期間進行的獨斷專行地改革又觸犯了他們的利益，更引起他們的敵視。
1732年，蔡溫頒佈了《御教條》，以中國儒學（漢學）的觀點來規範琉球人的言行。蔡溫的強制推行漢學，引起了傾向於日本儒學（和學）的學者的不滿。反對蔡溫的勢力決定通過薩摩藩在番奉行所剷除蔡溫。翌年，和文學者平敷屋里之子朝敏、王府的御奉公相勤友寄親雲上安乘，向大和橫目川西平左衛門宅中多次投遞文書，抨擊蔡溫執政時的各種政策。
在番奉行所將這些文書交給尚敬王，尚敬王又交給蔡溫。1734年，蔡溫開始調查此事，帶領武士全城搜捕參與者，將他們關押審問。
按照慣例，琉球的政治案件應該聚集王子、按司、三司官三方評議後由國王裁決。但此次破例直接由蔡溫審判定罪。雍正十二年（1734年）六月廿六日，平敷屋朝敏（34歲）、友寄安乘（57歲）、親泊直增（57歲）、禰霸（平敷屋朝敏之弟）、屋良宣藩（平敷屋朝敏的從兄弟）等十五人直接參與了投書，被以「陰謀顛覆國家、惡逆不道」（御国の難題なる儀、悪逆不道）的罪名，在安謝港刑場處以「八付」磔刑。
受到牽連流放外島的達六十餘人。其中平敷屋朝敏長子朝良被流放水納島；次子朝助因未滿十一歲，暫且監禁他人家中，1741年成年後流放多良間島。友寄安乘的長子安祥流放與那國；次子安淑流放與那國島古見村；三子安藏未滿十一歲，暫且監禁他人家中。
友寄安乘的長兄毛秉仁（嵩原親方安滿）當時擔任三司官之職，翌年在尚敬王的授意下告老致仕，享受致仕高官的待遇。毛秉仁一系子孫的仕途並未受此次事件的影響。
不論《中山世譜》還是《球陽》都對這個事件沒有任何記載，唯從當事人的家譜中可以知道這個事件的大致情形。但這個事件的許多詳情仍是個謎。